# Шипал, Ондер
Ондер Шипал (тур. Önder Şipal; род. 1 мая 1987, Байбурт) — турецкий боксёр, представитель средних и полусредних весовых категорий. Выступает за сборную Турции по боксу с 2003 года, чемпион Средиземноморских игр, победитель и призёр многих турниров международного значения, участник летних Олимпийских игр в Рио-де-Жанейро.

## Биография
Ондер Шипал родился 1 мая 1987 года в городе Байбурт, Турция. Проходил подготовку в Стамбуле в боксёрском клубе «Фенербахче».
Впервые заявил о себе на международной арене в сезоне 2003 года, когда одержал победу на чемпионате Европы среди школьников в Риме, выступил на чемпионате Европы среди кадетов в Каунасе и на чемпионате мира среди кадетов в Бухаресте.
В 2005 году вошёл в основной состав турецкой национальной сборной и побывал на Средиземноморских играх в Альмерии, откуда привёз награду бронзового достоинства, выигранную в зачёте первой полусредней весовой категории. Также стал бронзовым призёром на чемпионате Европейского Союза в Кальяри, боксировал на чемпионате мира в Мяньяне, где был остановлен уже на предварительном этапе в 1/32 финала.
В 2006 году стал бронзовым призёром чемпионата Евросоюза в Пече, боксировал на чемпионате Европы в Пловдиве, где на отборочном этапе проиграл румыну Йонуцу Георге.
На Средиземноморских играх 2009 года в Пескаре одолел всех оппонентов в полусреднем весе и завоевал золотую медаль.
В 2010 году одержал победу на чемпионате мира среди студентов в Улан-Баторе.
Благодаря череде удачных выступлений удостоился права защищать честь страны на летних Олимпийских играх 2016 года в Рио-де-Жанейро — в категории до 75 кг благополучно прошёл первого соперника по турнирной сетке, тогда как во втором бою в 1/8 финала потерпел поражение по очкам и выбыл из борьбы за медали.
Его младший брат Онур Шипал тоже является достаточно известным боксёром, участник двух Олимпийских игр.